# Otto Piller
Otto Piller (Alterswil, 26 juni 1942) is een Zwitsers politicus voor de Sociaaldemocratische Partij van Zwitserland (SP/PS) uit het kanton Fribourg.

## Biografie

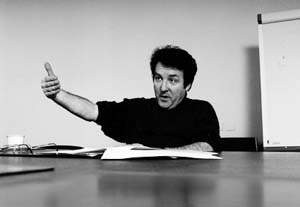
Otto Piller in 1997.

Otto Piller zetelde van 26 november 1979 tot 3 december 1995 in de Kantonsraad, waarvan hij van 30 november 1992 tot 29 november 1993 voorzitter was.